# Uromyrtus baumanii
Uromyrtus baumanii är en myrtenväxtart som först beskrevs av André Guillaumin, och fick sitt nu gällande namn av Neil Snow och Gordon P. Guymer. Uromyrtus baumanii ingår i släktet Uromyrtus och familjen myrtenväxter.
Artens utbredningsområde är Nya Kaledonien. Inga underarter finns listade i Catalogue of Life.